# Maison de la Guilde des tanneurs

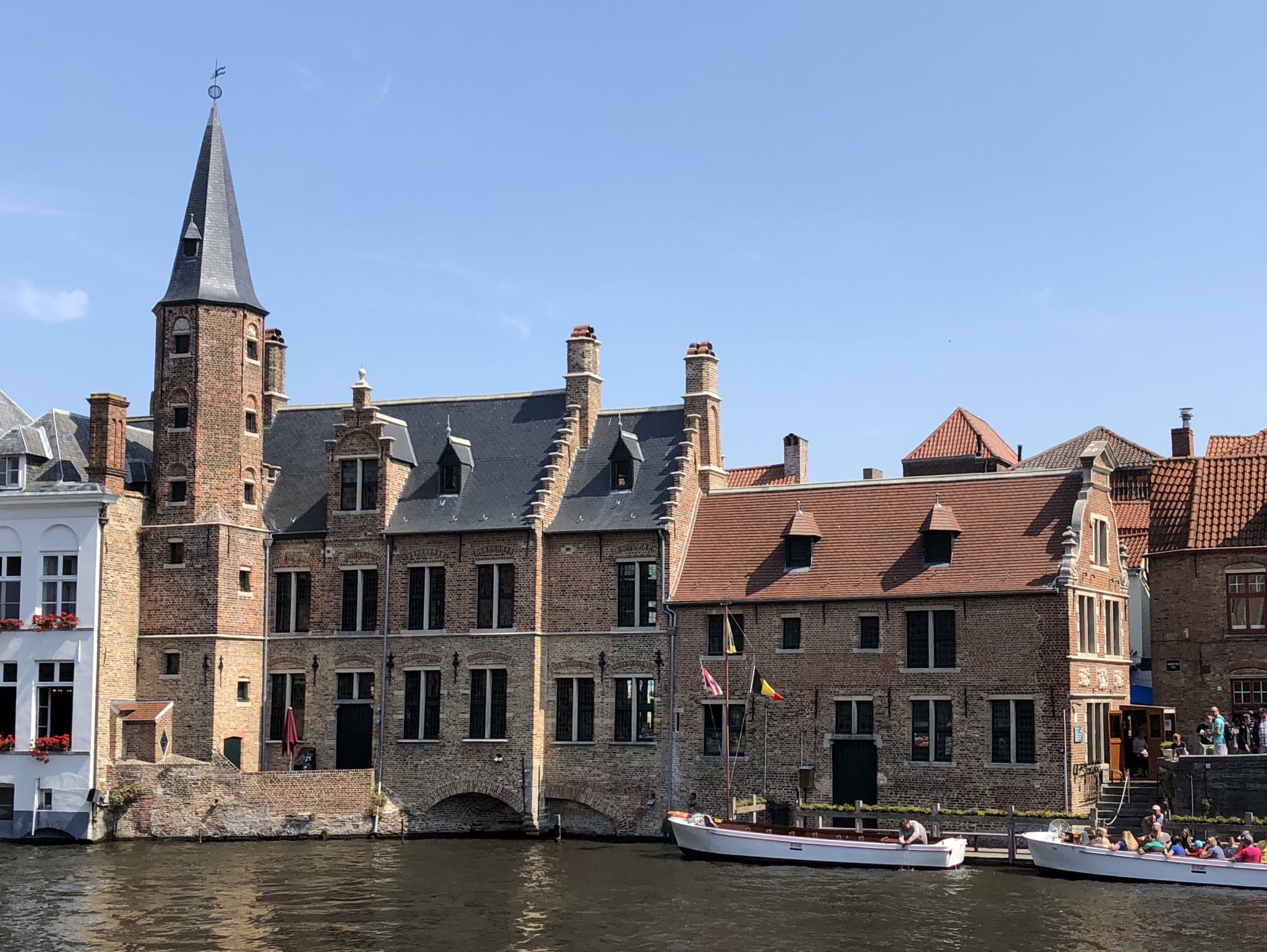
Maison de la Guilde des Tanneurs, vue de l'ouest

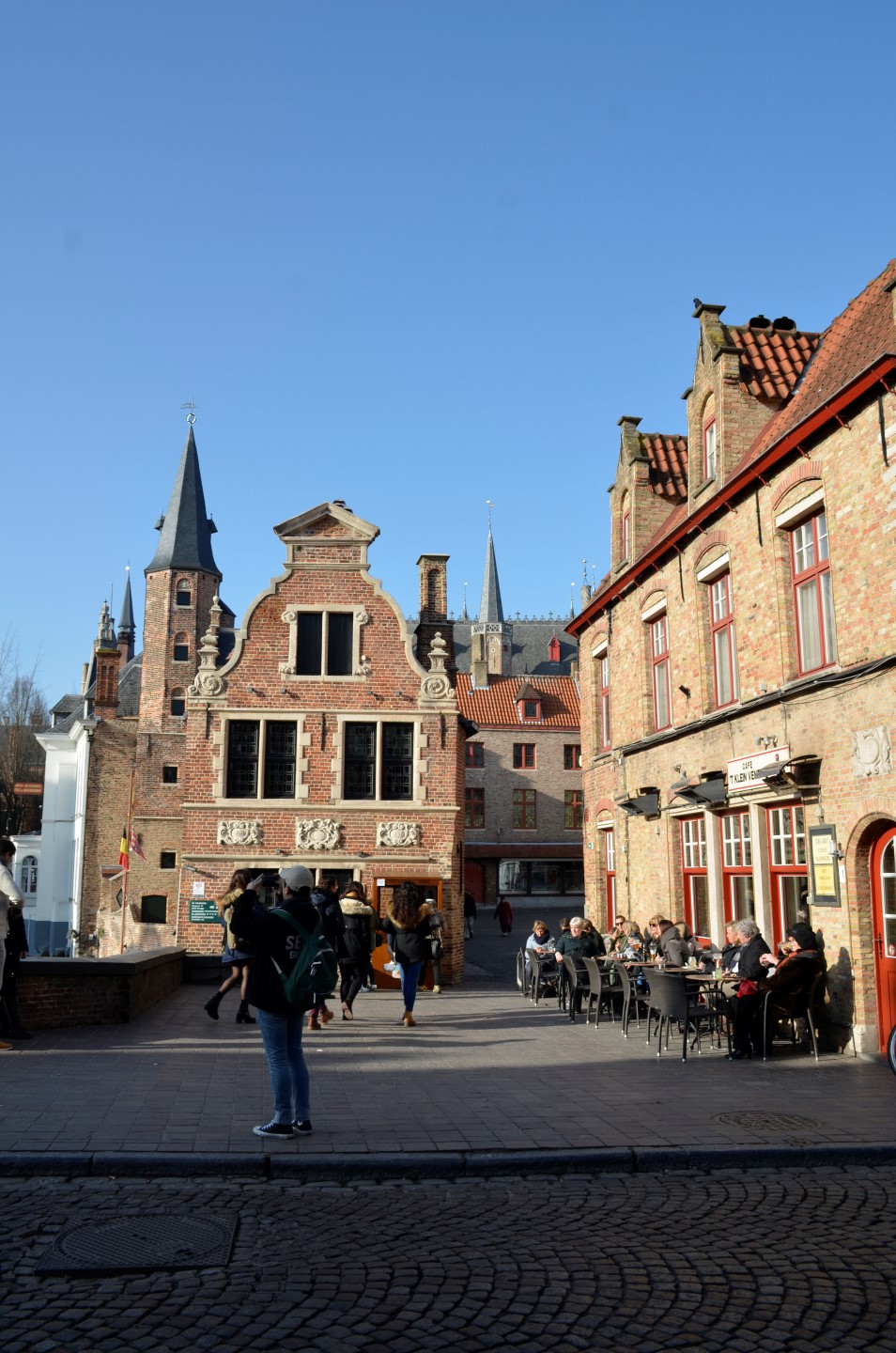
Vue du sud

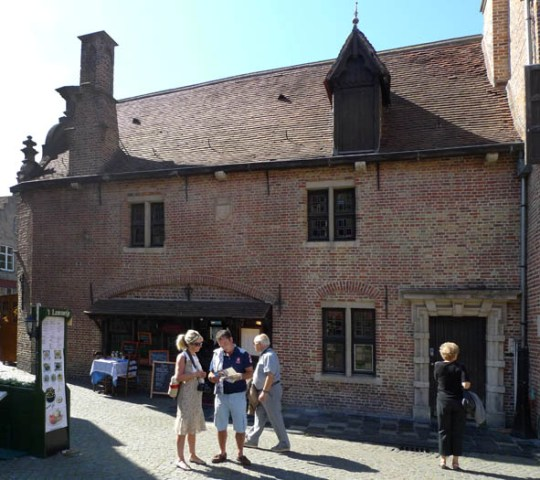
Côté est du numéro 10

La Maison de la Guilde des tanneurs (en néerlandais Ambachtshuis van de huidenvetters) est une ancienne maison de guilde classée du centre historique de Bruges en Belgique.

## Emplacement
Le bâtiment est situé dans la vieille ville de Bruges, du côté ouest de Huidenvettersplein. Le canal Dijver passe à l'ouest de la maison et la Braambergstraat au sud.

## Architecture et histoire
L'aile du bâtiment de deux étages se compose de deux parties qui s'étendent du sud au nord le long des rives de la Dijver.
Le chiffre 10 au sud date d'une inscription sur le bâtiment de 1716. A cette époque, le maître maçon brugeois E. Feys reconstruit le bâtiment, qui était essentiellement plus ancien. En 1912, le complexe a été rénové et reconstruit selon un plan de 1912 basé sur un projet de l'architecte E. Timmery de Bruges, qui était basé sur une peinture du XVIIe siècle. La façade orientée au sud est conçue dans le style baroque et est couronnée par un pignon incurvé. Des vases décoratifs sont disposés sur le côté. Les façades sont en briques, mais les éléments décoratifs et les murs sont conçus avec du calcaire d'Euville. 
La façade est est divisée horizontalement par une bande de calcaire. La façade supérieure est terminée par vingt créneaux. À l'angle nord-ouest, une tour d'escalier de cinq étages s'élève au-dessus de la rive du canal. Elle a été restaurée en 1905. Les deux étages inférieurs sont construits sur un plan d'étage quadrangulaire, les trois étages supérieurs sur un plan d'étage octogonal. Les fenêtres sont presque carrées, avec des arcs couvrant les trois derniers étages.
Le bâtiment est depuis le 9 juin 2004 désigné comme mémorial et est classé au patrimoine architectural en septembre 2009.

## Liens web
- Ambachtshuis van de huidenvetters (néerlandais) sur Onroerend Ervgoed
- Ambachtshuis van de huidenvetters (néerlandais) sur inventaris.onroerenderfgoed.be/aanduidingsobjecten